# AGA 6/20 PS Typ C
AGA:s andra bilmodell, 6/20 PS Typ C, tillverkades mellan 1921 och 1927.